# محمد أبو عبد الله المغوفل
محمد أبو عبد الله المغوفل من أعلام القرن التاسع هجري ومن أشهر الصوفية بالمغرب الأوسط  من مواليد 828 هجري بالونشريس وكانت له حظوة عند قبائل البربر والعرب على حد سواء وعند قدوم العثمانيين للمنطقة لجأوا إليه نظرا لسطته الروحية وتأثيره القوي. توفي سنة 923 هجري قرب مدينة واد ارهيو بمحاذاة واد الشلف 

## سيرته

### نسبه
هو محمد أبو عبد الله بن محمد بن واضح بن عثمان بن الحاج عيسى بن محمد الملقب فكرون بن القاسم بن عبد الكريم بن محمد بن عيسى بن أحمد بن عبد الواحد بن عبدالكريم بن محمد بن عبد السلام بن مشيش المتصل نسبه بالحسن بن علي بن أبي طالب رضي الله عنهم أجمعين.[بحاجة لمصدر]

### حياته
ولد أبو عبد الله عام 823 هجري منطقة الونشريس عند قبيلة بني تغرين البربرية لعائلة مشهورة بالعلم والتقوى خاصة جده واضح الملقب بالفركون  إضافة لجده الاكبرعيسى الملقب بفكرون [مبهم] ولها نفوذ ديني قوي لدى القبائل البربرية والعربية على حد سواء وكان له فرصة تأدية مناسك الحج وإنتقل لتونس حيث تقلد مرتبة المشيخة وهي من المراتب الصوفية في بلاد المغرب وتتلمذ على يد أحمد بن احمادوش وعلي الجوثي واستقر ببلاد مغراوة ناحية واد أرهيو وأصبح يطلق عليه أبو عبد الله المغرواي وترك إرثا علميا حقيقا متجسد بشعر في غاية الجمال.

### علمه
ترك أبو عبد الله تراثًا علميًا متمثل في أشعار في مدح النبي عليه الصلاة والسلام وذكر الأولياء والصلحاء من القرن 6 هجري لغاية 9 هجري أي ذاكرة وأرشيف للعلماء[معلومة أم رأي؟] خاصة أن الفترة التي عاصرها الشيخ كانت غير مستقرة على الصعيد السياسي حيث شهدت منطقة بلاد المغرب الأوسط بعد سقوط الدولة الموحدية حروب طاحنة بين الزيانيين الحفصيين والمرنيين والتي أثرت على إستقرار القبائل وكذلك على العلماء أطلق الشيخ على أشعاره عنوان: '' فلك الكواكب وسلم الرقيا إلى المراتب ''.

#### فلك الكواكب وسلم الرقيا إلى المراتب
تعد قصيدة فلك الكواكب وسلم الرقيا إلى المراتب من أهم الأعمال الشعرية للقرن 9 هجري في العهد الزياني وشمل بلاد المغرب الأوسط عامة وإقليم البطحاء خاصة، الذي يضم سهول غليزان والشلف إضافة لقلعة بني راشد وتناول العلماء والصلحاء إبتداءا من القرن 6 هجري و9 هجري والجميل في أشعار الشيخ أنه ذكر شيوخه عرفانا ورد الجميل لهم[رأي شخصي؟] وتضم القصيدة حوالي 240 بيت شعريا.

#### القصيدة الصماء

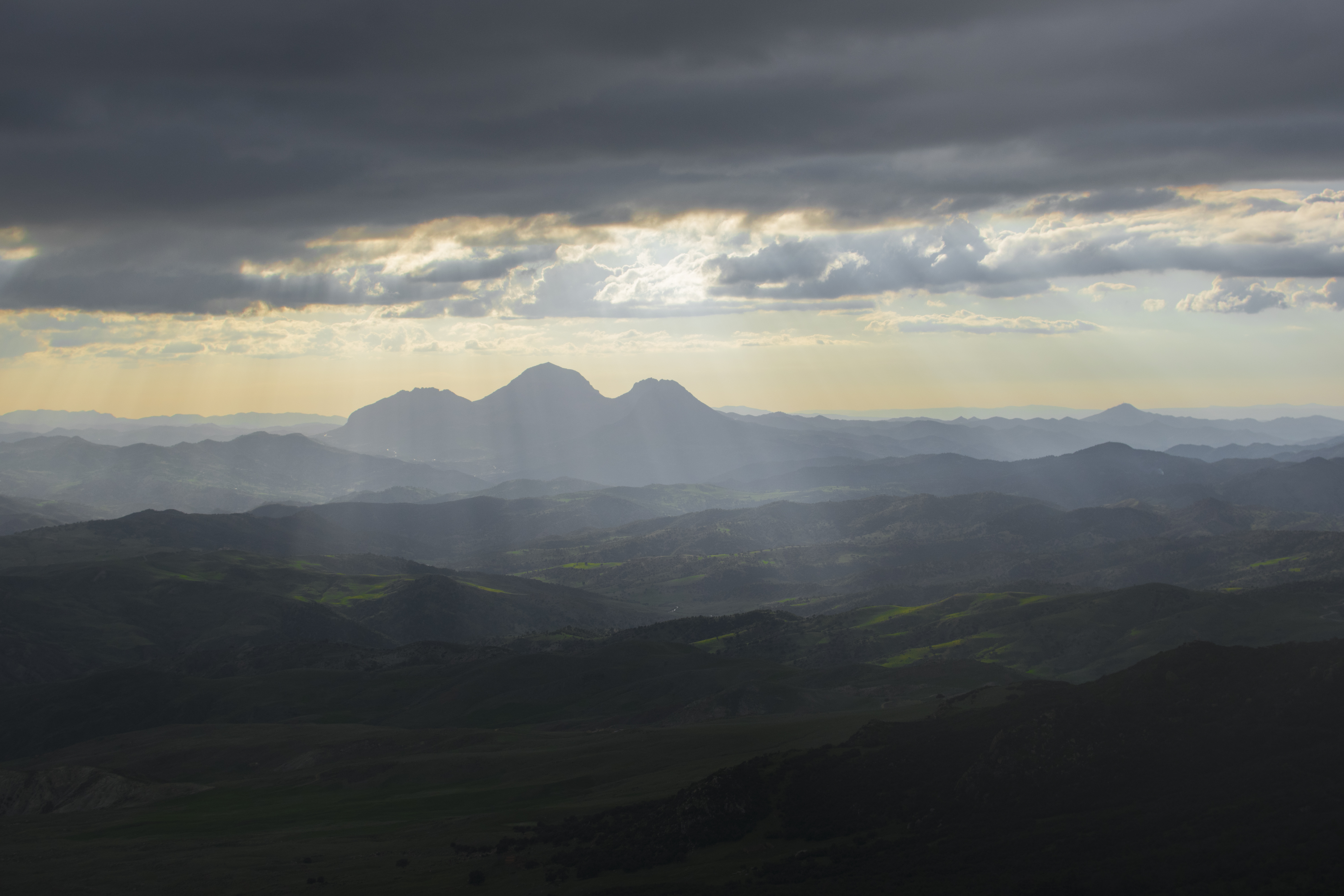
جبال الونشريس

نظم الشيخ قصيدة أخرى لمدح النبي صلى الله عليه وسلم وسماها بالقصيدة الصماء وأشار إليها أبو راس الناصري لأن كل حروفها غير منقوطــة وتضم 70 بيتًا شعريًا.

## عائلته
تزوج أبو عبد الله من أمرأتين ولديه 06 ذكور وبنت وهم:
1. محجوبة بن يوسف بن معمر بن النطري الملقبة التغرينية أنجب منها:[10]
  1. أمحمد أفغول
  2. عمار
  3. يحي
  4. ومريم.
2. خديجة بنت الميمون بن أبي بكرالملقبة بالميمونيةأنجب منها:
  1. غلام الله و
  2. محمد الخياطي
  3. محمد بن عطية.[بحاجة لمصدر]

## كراماته

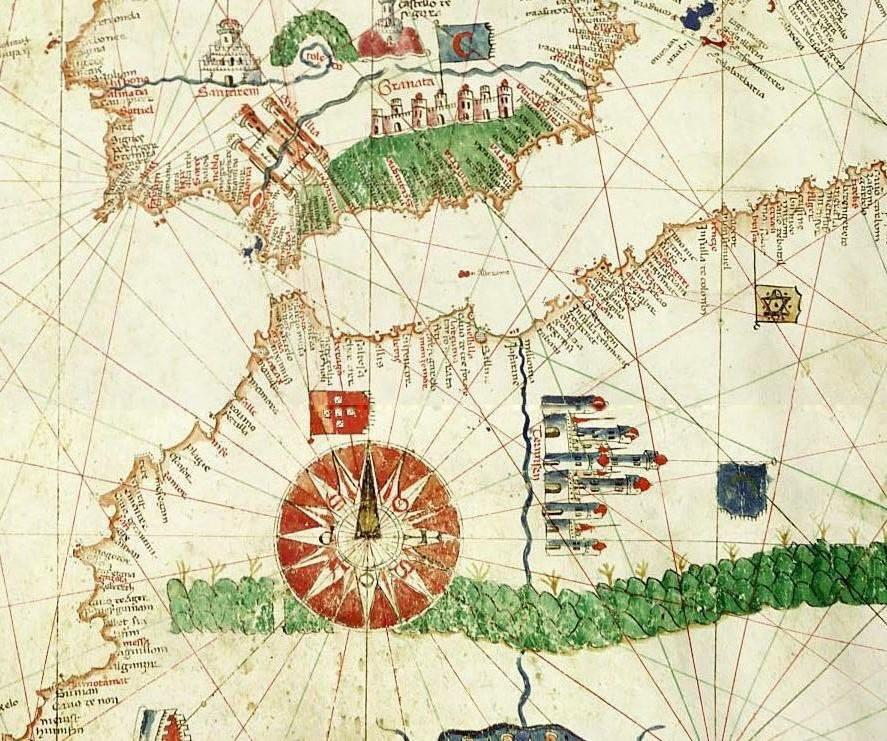
خريطة الاندلس ومملكة بني زيان والمملكة الوطاسية 1489م

يذكر القاضي الصّبّاغ القلعي المتوفي عام 1555م صاحب زمزم الأخبار:
| محمد أبو عبد الله المغوفل | مرة استضافة الغزال المذكور التمزغراني كان خديما للشيخ أحمد بن يوسف رحمه الله فاستضافه مرة في تمزغران فبسط له البسط والفرش والوسائد وغير ذلك،فجلس الشيخ عليها مرة كونه ضيفا عندها الى أن ذهب ثم بعد مدة استضاف الغزال المذكور سيدي أبي عبد الله بن واضح نفعني الله به ،ففعل له الغزال مثل ما فعل لسيدي أحمد فامتنع سيدي أبي عبد الله من الجلوس على الفرش وجلس. على الأرض، فقال له الغزال لم لم تجلس عليها كما جلس سيدي أحمد بن يوسف فقال له سيدي بوعبدالله سيدي أحمد أعطي له ونحن لم يعط لنا | محمد أبو عبد الله المغوفل |

## علاقته مع العثمانيين

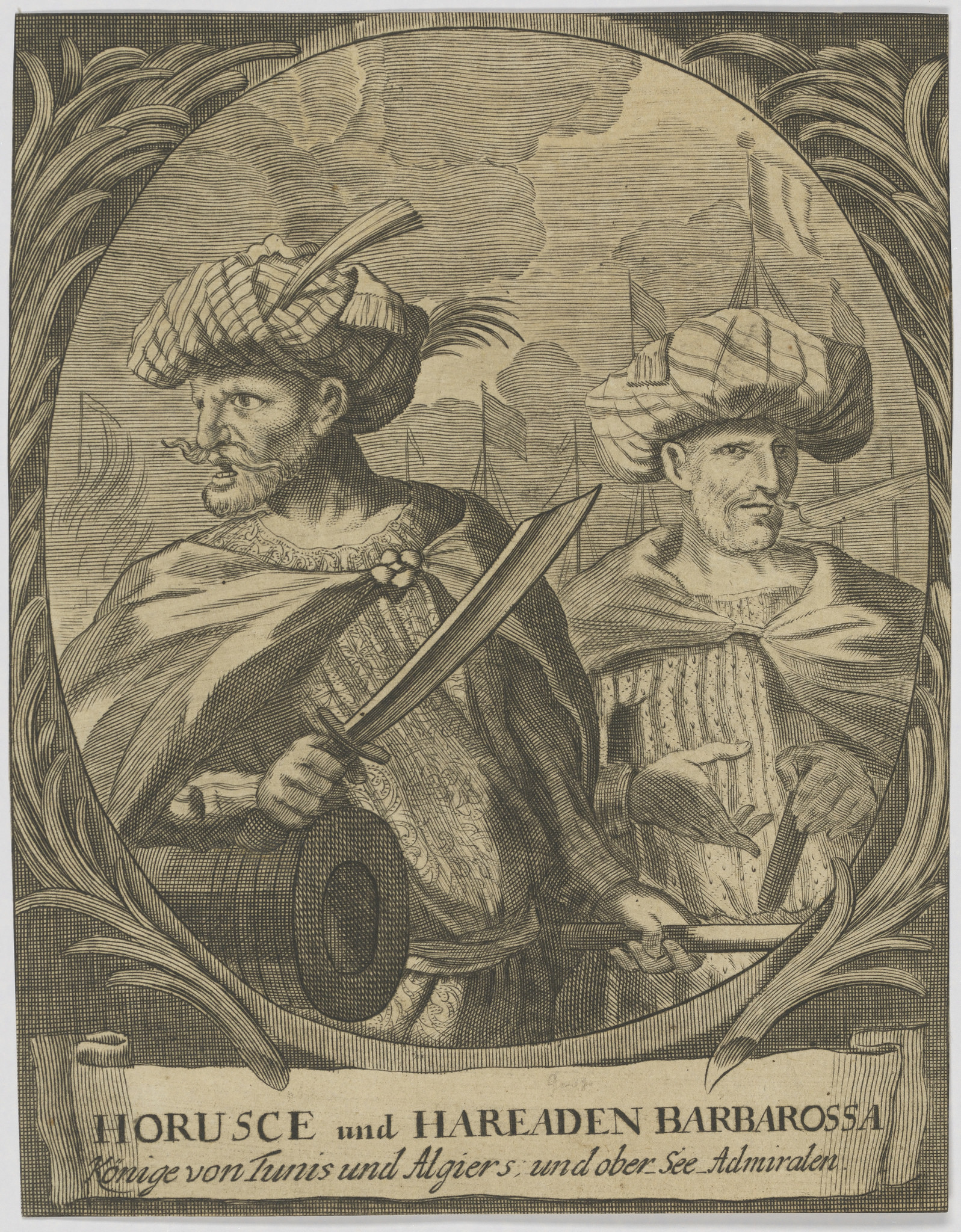
عروج وخير الدين بربروس

شهد القرن 10 هجري صراعات سياسية بين الأمراء الزيانيين لتولي سدة الحكم إضافة للثورات الداخلية التي قادها عبد الكريم المغيلي وأحمد بن يوسف التي كانت ضد سياسة الزيانيين التي جعلت لليهود في دواليب السلطة مكانة لم يحلموا بهامما قوي إستبدادهم وتحكم في النشاط الإقتصادي القائم على الربا.
وساد بلاد المغرب الأوسط في العهد الزياني حالة اللاأمن بسبب ظاهر قطع الطريق وإفساد السابلة من قبل قبائل محاربة شرسة تخرج في جماعات من الفرسان مسلحين ونشروا الرعب والخوف في غي الناس الذين تركوا أراضيهم ونشاطهم الإقتصادي ولجأوا للجبال مما ساهم في تدهور خزينة الدولة القائمة على جباية المغارم لكنهم كانوا يحترمون الشيخ ويهابونه لإعتقادهم الولاية فيه إذ توسط مرة لأحمد بن يوسف وأرجع له ما نهب منه من قبل القبائل.
وكانت له قصة مع زعيمهم حميدة العبد الذي أراد مصاهرة الشيخ لكن الأخير رفض. وكل هذه الأمور مهدت للإحتلال الإسباني للموانئ الزيانية مثل تنسومزغران ووهران ومرسى الكبير مما أدى لتدخل العثمانيين بقيادة الأخوين عروج الذين رفعوا راية الجهاد وعند دخولهم للمنطقة الغربية للجزائر إستنجدوا بأبو عبد الله نظرًا لنفوذه ونظرًا لكبر سنه أرسل إبنيه  عمار وأمحمد بن فغول للجهاد ناحية تلمسان ونظرًا لخدمته النبيلة قلد العثمانيين أبناءه وأحفاده بمقاليد مشيخة المنطقة لغاية دخول الإحتلال الفرنسي.

## وفاته
توفي أبو عبد الله بعد أن عمر طويلاً عام 923 هجري ودفن شرق واد ارهيو بجانب ضفة واد الشلف وأقيمت عليه قبة التي أصبحت مزار يقصده الناس.

## شهادات
- | جزء من سلسلة مقالات حول |
| التصوف                  |
|                         |
| المفاهيم                |
| الممارسات               |
| أعلام التصوف            |
| كتب التصوف              |
| طرق صوفية               |
| مصطلحات علم التصوف      |
| تصوف                    |
| ع ن ت                   | سيدي عبدالرحمن أبو زيد التوجيني : نظم الشيخ شعرا في حق سيدي بوعبدالله بعد أن إلتقى بسيدي زين العابدين المعروف بسيدي عابد بمنطقو وادي مينا وكانت أبياته كالآتي:[14]

- ابي راس الناصري:[15]

| محمد أبو عبد الله المغوفل | أحد أعجوبات الدهر في علمه وورعه وكراماته يشهد لعلمه قصيدة مدح بها رسول الله (صلى الله عليه وسلم) ، فيها سبعون بيتا، وليس فيها حرف يستحق النقط، بل كلها عواطل من النقط. وكفى به حجة | محمد أبو عبد الله المغوفل |

## ذكرى

### الوعدة
خلدت ذكرى أبو عبد الله من قبل الناس خواصهم وعوامهم وجعلوا له مناسبة في كل بداية خريف تمجيدًا لذكراه ويقام على شرفه إحتفلًا تضرب من أجلها الخيام تنشطه مجموعة من الفرسان مشكلين عروض فانتازيا ساحرة والفرق الفولكلوريــة والشعراء والمداحين والقصاصين القادمة من مختلف الوطن بالإضافة للمغتربين الذين ينتظرون المناسبة بفارغ الصبر لإحياء صلة الرحم والإلتقاء مع الأحباب والضيوف في أجواء بهيجة والأمر البارزة في هذه الوعدة الكرم والجود وإعداد طبق الكسكسي بمختلف أنواعه.
وتعد المناسبة فرصة للتجار المتوافدين من أرجاء البلاد والذين ينشطون ويكسرون هدوء المدينة ويجلبون معهم مختلف السلع والبضائع لتلبية حاجيات زبائنهم.

### الغناء
وتعد الأغاني الممجدة لأبو عبد الله العلامة المسجلة للشيخ وأشهرها على الإطلاق قصيدة: أنا بالله بك يا سيدي بوعبد الله والتي أعادتها الفرق النسوية المداحات بمناسبة الأعراس والأفراح كما أعيدت في أنماط أخرى مثل الشيخة الريميتي والشيخة زوزو في فن القصبة وأنماط الراي مثل الشاب عبدو والشاب مولاي